# Manasi Girishchandra Joshi
Manasi Girishchandra Joshi (nascida em 11 de junho de 1989) é uma atleta paralímpica indiana, jogadora de parabadminton. Ela é ex-campeã mundial na categoria individual feminina SL3. Ela começou sua jornada esportiva profissional em 2015 e, em 2020, foi classificada como a número 2 do mundo, no individual feminino, na categoria SL3. Em 8 de março de 2022, ela foi classificada como número 1 do mundo, no individual feminino, na categoria SL3.
Manasi Joshi foi listada como Líder da Próxima Geração 2020 pela revista TIME, em outubro de 2020, e apareceu na capa da Ásia, tornando-a a primeira atleta paralímpica do mundo e a primeira atleta indiana a aparecer na capa da revista, por ser uma defensora dos direitos das pessoas com deficiência.
Por ocasião do Dia Internacional da Menina (11 de outubro de 2020), a Barbie celebrou Manasi e suas conquistas modelando uma boneca Barbie única à sua semelhança para inspirar as meninas. Ela também foi reconhecida pela BBC como uma das 100 mulheres mais inspiradoras e poderosas do mundo, em 2020, e foi indicada para o prêmio BBC Indian Sportswoman of the Year de 2020, ao lado de PV Sindhu, Mary Kom, Vinesh Phogat e Dutee Chand.

## Início da vida e antecedentes
Manasi Joshi nasceu em Rajkot, no estado de Guzerate, na Índia, e foi criada em Anushaktinagar, em Mumbai. Ela se formou em Engenharia Eletrônica pela KJ Somaiya College of Engineering, Universidade de Mumbai, em 2010. Amante de esportes, Manasi praticou esportes como futebol e badminton durante sua vida escolar e universitária. Manasi Joshi tinha seis anos quando começou a jogar badminton com seu pai, um cientista aposentado do Bhabha Atomic Research Center, e, ao longo dos anos, ela representou sua escola, faculdade e empresa em vários torneios. Após terminar a graduação, em 2010, ela trabalhou como engenheira de software, até dezembro de 2011, quando sofreu um acidente de trânsito, enquanto ia de moto para o trabalho e teve que amputar sua perna. Após 45 dias de internação, Manasi recebeu alta do hospital MGM Vashi, em Nova Mumbai.

## Carreira
Durante 2012-2013, após o acidente, Manasi começou a praticar ioga, meditação e badminton para recuperar sua forma física. Ela jogou badminton como parte de sua reabilitação e outro jogador de para-badminton a incentivou a fazer um teste para a seleção nacional; ela foi selecionada para os Para-Jogos Asiáticos de 2014 e jogou seu primeiro torneio internacional na Espanha. Em 2015, Manasi e seu parceiro XD conquistaram a medalha de prata em duplas mistas no BWF Para Badminton World Championship, realizado em Stoke Mandeville, na Inglaterra. Em 2018, ela pediu a Pullela Gopichand para treiná-la, e se matriculou em sua academia de badminton em Haiderabade.
Em outubro de 2018, ela conquistou a medalha de bronze no Asian Para-Games 2018, realizado em Jacarta, capital da Indonésia. Em agosto de 2019, no Para-Badminton World Championship 2019, em Basel, na Suíça, ela recebeu a medalha de ouro.

## Prêmios e reconhecimento
- 2019 - Prémio Nacional de Melhor Desportista com Deficiência (feminino).[16]
- 2019 - Prêmio de atleta com deficiência do ano no ESPN India Awards.[17]
- 2019 - Prêmio Times of India Sports de Melhor para-atleta do ano.[18]
- 2019 - Aces 2020 Sportswoman of the Year (Para-sports) Hindu Newspaper (Nominee).[19]
- 2019 - Desportista indiana do ano da BBC.[7]
- 2020 - TIME Next Generation Leader.[4]
- 2020 - BBC 100 Mulheres.[3]
- 2020 – Forbes India, Mulheres que se fizeram sozinhas em 2020.[20]

## Conquistas

### Campeonatos mundiais
Individuais femininos
| Ano  | Local                                          | Adversário    | Pontuação    | Resultado |
| ---- | ---------------------------------------------- | ------------- | ------------ | --------- |
| 2017 | St. Jakobshalle, em Basel, na Suíça            | Parul Parmar  | 12–21, 7–21  | Bronze    |
| 2019 | Dongchun Gymnasium, em Ulsan, na Coreia do Sul | Parul Parmar  | 21–12, 21–7  | Ouro      |
| 2022 | Yoyogi National Gymnasium, em Tóquio, no Japão | Oksana Kozyna | 18–21, 18–21 | Bronze    |

Duplas mistas
| Ano  | Local                                                        | Parceiro          | Adversário                        | Pontuação    | Resultado |
| ---- | ------------------------------------------------------------ | ----------------- | --------------------------------- | ------------ | --------- |
| 2015 | Estádio Stoke Mandeville, em Stoke Mandeville, na Inglaterra | Rakesh Pandey     | Raj Kumar Parul Parmar            | 10–21, 19–21 | Prata     |
| 2022 | Ginásio Nacional de Yoyogi, em Tóquio, no Japão              | Ruthick Ragupathi | Fredy Setiawan Khalimatus Sadiyah | 10–21, 8–21  | Bronze    |

### Jogos Asiáticos
Individuais femininos
| Ano  | Local                                              | Adversário   | Pontuação    | Resultado |
| ---- | -------------------------------------------------- | ------------ | ------------ | --------- |
| 2018 | Istora Gelora Bung Karno, em Jacarta, na Indonésia | Parul Parmar | 13–21, 12–21 | Bronze    |

### Campeonato Asiático
Individuais femininos
| Ano  | Local                                                                            | Adversário    | Pontuação    | Resultado |
| ---- | -------------------------------------------------------------------------------- | ------------- | ------------ | --------- |
| 2016 | China Administration of Sport for Persons with Disabilities, em Pequim, na China | Asami Yamada  | 21–11, 21–7  | Bronze    |
| 2016 | China Administration of Sport for Persons with Disabilities, em Pequim, na China | Wandee Kamtam | 14–21, 12–21 | Bronze    |
| 2016 | China Administration of Sport for Persons with Disabilities, em Pequim, na China | Parul Parmar  | 8–21, 7–21   | Bronze    |

### BWF Para Badminton World Circuit (4 títulos, 6 vice-campeões)
Os torneios BWF (ParaBadminton World Circuit) - Grau 2, Nível 1, 2 e 3 foram sancionados pela Federação Mundial de Badminton, a partir de 2022.
Individuais femininos
| Ano  | Torneio                                              | Nível   | Adversário        | Pontuação           | Resultado    |
| ---- | ---------------------------------------------------- | ------- | ----------------- | ------------------- | ------------ |
| 2022 | Torneio Internacional de ParaBadminton da Espanha II | Nível 2 | Mandeep Kaur      | 21–10, 21–13        | Ganhador     |
| 2022 | Torneio Internacional de ParaBadminton da Espanha    | Nível 1 | Coraline Bergeron | Vitória fácil       | Ganhador     |
| 2022 | Torneio Internacional de ParaBadminton da Espanha    | Nível 1 | Mandeep Kaur      | 21–13, 21–16        | Ganhador     |
| 2022 | Torneio Internacional de ParaBadminton da Espanha    | Nível 1 | Noriko Ito        | 21–9, 21–7          | Ganhador     |
| 2022 | Torneio Internacional de ParaBadminton da Espanha    | Nível 1 | Parul Parmar      | 21–12, 21–17        | Ganhador     |
| 2022 | Torneio Internacional de ParaBadminton de Dubai      | Nível 2 | Mandeep Kaur      | 16–21, 24–22, 21–14 | Ganhador     |
| 2022 | Torneio Internacional de ParaBadminton do Canadá     | Nível 1 | Parul Parmar      | 21–14, 21–19        | Ganhador     |
| 2022 | Torneio Internacional de ParaBadminton do Canadá     | Nível 1 | Coraline Bergeron | 21–14, 21–17        | Ganhador     |
| 2022 | Torneio Internacional de ParaBadminton do Canadá     | Nível 1 | Oksana Kozyna     | 21–18, 15–21, 22–20 | Ganhador     |
| 2022 | Torneio Internacional de ParaBadminton do Canadá     | Nível 1 | Noriko Ito        | 21–14, 21–10        | Ganhador     |
| 2022 | Torneio Internacional de ParaBadminton da Tailândia  | Nível 1 | Mandeep Kaur      | 22–20, 19–21, 14–21 | Vice-campeão |

Duplas femininas
| Ano  | Torneio                                              | Nível   | Parceiro              | Adversário                         | Pontuação           | Resultado    |
| ---- | ---------------------------------------------------- | ------- | --------------------- | ---------------------------------- | ------------------- | ------------ |
| 2022 | Torneio Internacional de ParaBadminton da Espanha II | Nível 2 | Shanthiya Viswanathan | Mandeep Kaur Manisha Ramdass       | 21–14, 21–23, 12–21 | Vice-campeão |
| 2022 | Torneio Internacional de ParaBadminton da Tailândia  | Nível 1 | Shanthiya Viswanathan | Nipada Saensupa Chanida Srinavakul | 20–22, 19–21        | Vice-campeão |

Duplas mistas
| Ano  | Torneio                                              | Nível   | Parceiro          | Adversário                | Pontuação           | Resultado    |
| ---- | ---------------------------------------------------- | ------- | ----------------- | ------------------------- | ------------------- | ------------ |
| 2022 | Torneio Internacional de ParaBadminton da Espanha II | Nível 2 | Ruthick Ragupathi | Pramod Bhagat Palak Kohli | 21–14, 11–21, 14–21 | Vice-campeão |
| 2022 | Torneio Internacional de ParaBadminton da Espanha    | Nível 1 | Ruthick Ragupathi | Raj Kumar Parul Parmar    | 17–21, 18–21        | Vice-campeão |
| 2022 | Torneio Internacional de ParaBadminton da Tailândia  | Nível 1 | Ruthick Ragupathi | Lucas Mazur Faustine Noel | 21–17, 15–21, 7–21  | Vice-campeão |

### Torneios Internacionais (7 títulos, 8 vice-campeonatos)
Individuais femininos
| Ano  | Torneio                                             | Adversário         | Pontuação           | Resultado    |
| ---- | --------------------------------------------------- | ------------------ | ------------------- | ------------ |
| 2016 | Torneio Internacional de ParaBadminton da Irlanda   | Nicola Tustain     | 21–11, 21–9         | Vice-campeão |
| 2016 | Torneio Internacional de ParaBadminton da Irlanda   | Asami Yamada       | 21–11, 21–9         | Vice-campeão |
| 2016 | Torneio Internacional de ParaBadminton da Irlanda   | Katarzyna Ziębik   | 21–12, 11–21, 21–10 | Vice-campeão |
| 2018 | Torneio Internacional de ParaBadminton da Espanha   | Darunee Henpraiwan | 12–21, 21–17, 21–19 | Ganhador     |
| 2018 | Torneio Internacional de ParaBadminton da Espanha   | Asami Yamada       | 21–15, 21–17        | Ganhador     |
| 2018 | Torneio Internacional de ParaBadminton da Espanha   | Katarzyna Ziębik   | 23–21, 21–18        | Ganhador     |
| 2018 | Torneio Internacional de ParaBadminton do Japão     | Noriko Ito         | 16–21, 21–18, 21–3  | Ganhador     |
| 2018 | Torneio Internacional de ParaBadminton da Austrália | Noriko Ito         | 21–13, 21–12        | Ganhador     |
| 2019 | Torneio Internacional de ParaBadminton da Turquia   | Parul Parmar       | 8–21, 16–21         | Vice-campeão |
| 2019 | Torneio Internacional de ParaBadminton de Dubai     | Parul Parmar       | 12–21, 19–21        | Vice-campeão |
| 2019 | Torneio Internacional de ParaBadminton de Uganda    | Parul Parmar       | 14–21, 12–21        | Vice-campeão |
| 2019 | Torneio Internacional de ParaBadminton do Canadá    | Parul Parmar       | 12–21, 7–21         | Vice-campeão |
| 2021 | Torneio Internacional de ParaBadminton de Dubai     | Oksana Kozyna      | 10–21, 17–21        | Vice-campeão |
| 2021 | Torneio Internacional de ParaBadminton de Uganda    | Parul Parmar       | 21–7, 21–16         | Ganhador     |

Duplas femininas
| Ano  | Torneio                                           | Parceiro      | Adversário                       | Pontuação           | Resultado    |
| ---- | ------------------------------------------------- | ------------- | -------------------------------- | ------------------- | ------------ |
| 2017 | Torneio Internacional de ParaBadminton do Japão   | Yang Qiuxia   | Helle Sofie Sagøy Katrin Seibert | 23–21, 21–15        | Ganhador     |
| 2018 | Torneio Internacional de ParaBadminton da Espanha | Mamiko Toyoda | Helle Sofie Sagøy Katrin Seibert | 19–21, 12–21        | Vice-campeão |
| 2018 | Torneio Internacional de ParaBadminton de Dubai   | Zehra Bağlar  | Faustine Noel Leani Ratri Oktila | 17–21, 7–21         | Vice-campeão |
| 2019 | Torneio Internacional de ParaBadminton de Uganda  | Zehra Bağlar  | Palak Kohli Parul Parmar         | 15–21, 21–16, 15–21 | Ganhador     |

Duplas mistas
| Ano  | Torneio                                          | Parceiro          | Adversário                | Pontuação    | Resultado |
| ---- | ------------------------------------------------ | ----------------- | ------------------------- | ------------ | --------- |
| 2021 | Torneio Internacional de ParaBadminton de Uganda | Ruthick Ragupathi | Pramod Bhagat Palak Kohli | 21–19, 21–16 | Ganhador  |